# Glen Rice
Glen Anthony Rice (Flint, 28 maggio 1967) è un ex cestista statunitense.

## Biografia
Ha un figlio, Glen Rice jr., anch'egli cestista.

## Carriera

### I quattro anni a Michigan
Nei quattro anni da collegiale Rice frequentò la University of Michigan, rivelandosi uno dei più prolifici realizzatori del paese. Nel 1989 raggiunse una media di 25 punti a partita e trascinò Michigan alla vittoria alla Final Four, dove venne votato miglior giocatore del torneo siglando il record NCAA di 184 punti segnati (tuttora ineguagliato). Passando alla carriera professionistica come miglior marcatore nella storia dell'istituto (2.442 punti), si è guadagnato nel 2005 la cerimonia di ritiro della propria maglia numero 41 da parte dell'università.

### Nella NBA
Dichiaratosi al draft del 1989, Glen entrò nel roster dei Miami Heat che lo scelsero con la 4ª chiamata assoluta. La prima stagione NBA gli valse il posto nel Secondo quintetto rookie. Nei 5 anni successivi Rice maturò secondo le previsioni raggiungendo individualmente i "piani alti" della NBA, pur rimanendo in una squadra quasi sistematicamente fallimentare; la sua eccellente vena realizzativa fu addirittura capace nel 1995 di un formidabile exploit da 56 punti in un incontro con gli Orlando Magic (frutto anche di un 7/8 al tiro da tre), che fu quell'anno il massimo stagionale.
Fu una delle ultime partite di Rice giocate in Florida: quell'estate fu ceduto agli Charlotte Hornets in vece di Alonzo Mourning, uno scambio dal quale, probabilmente, trassero maggior vantaggio gli Heat. La prima stagione a Charlotte fu solamente discreta, con un pareggio nel bilancio vittorie-sconfitte. La dirigenza mise a segno diversi colpì di mercato, che portarono in casa Hornets l'ala Anthony Mason e, in particolare, il forte centro Vlade Divac dai Lakers in cambio della prima scelta al draft (che frutterà poi l'ingaggio di Kobe Bryant). La nuova formazione riscosse un grande successo nella stagione regolare (54 partite vinte su 82 disputate), ma ai play-off vennero immediatamente spazzati via. Nel 1997 Glen riuscì comunque a togliersi una grande soddisfazione vincendo il premio di MVP all'All-Star Game, a merito di un'incontenibile esplosione realizzativa: 20 punti segnati nel solo 3º quarto (record), 24 in tutto il 2º tempo (record), 26 in totale.
Si concluse dopo soli tre anni l'avventura con gli Hornets (di cui è ancora, con 23,5 punti a partita, il miglior realizzatore della storia), approdando nel 1999 ai Los Angeles Lakers. La prima stagione nella Western Conference andò buca, con l'eliminazione ai playoff per mano dei San Antonio Spurs, futuri campioni. Il 2000 vide invece il dominio ed il trionfo dei Lakers che tornarono a vincere il titolo NBA dopo undici anni di digiuno; Glen Rice fu il 3º miglior marcatore della squadra, dopo O'Neal e Bryant (15,9 p/g).
Nonostante l'apporto più che positivo alla causa Los Angeles, il pellegrinaggio di Rice non si fermò affatto: nel 2001 giocò per i New York Knicks, ma cambiò franchigia già la stagione successiva per servire con la sua esperienza gli Houston Rockets. Vi restò fino al 2003, per poi disputare nel 2004 l'ultima annata della sua notevole carriera, con i Los Angeles Clippers.

## Statistiche
| * | Primo nella lega                             |
| † | Denota le stagioni in cui ha vinto il titolo |

### NCAA
| Anno       | Squadra             | PG  | PT | MP   | TC%  | 3P%  | TL%  | RP  | AP  | PRP | SP  | PP   |
| ---------- | ------------------- | --- | -- | ---- | ---- | ---- | ---- | --- | --- | --- | --- | ---- |
| 1985-1986  | Michigan Wolverines | 32  | -  | 16,3 | 55,0 | -    | 60,0 | 3,0 | 0,7 | 0,4 | 0,2 | 7,0  |
| 1986-1987  | Michigan Wolverines | 32  | -  | 33,0 | 56,2 | 25,0 | 78,7 | 9,2 | 2,4 | 0,4 | 0,5 | 16,9 |
| 1987-1988  | Michigan Wolverines | 33  | -  | 35,0 | 57,1 | 42,9 | 80,6 | 7,2 | 2,8 | 1,1 | 0,3 | 22,1 |
| 1988-1989† | Michigan Wolverines | 37  | -  | 34,0 | 57,7 | 51,6 | 83,2 | 6,3 | 2,3 | 1,1 | 0,3 | 25,6 |
| Carriera   | Carriera            | 134 | -  | 29,8 | 56,9 | 48,0 | 79,7 | 6,4 | 2,0 | 0,8 | 0,3 | 18,2 |

### NBA

#### Regular season
| Anno       | Squadra           | PG   | PT  | MP   | TC%  | 3P%   | TL%   | RP  | AP  | PRP | SP  | PP   |
| ---------- | ----------------- | ---- | --- | ---- | ---- | ----- | ----- | --- | --- | --- | --- | ---- |
| 1989-1990  | Miami Heat        | 77   | 60  | 30,0 | 43,9 | 24,6  | 73,4  | 4,6 | 1,8 | 0,9 | 0,4 | 13,6 |
| 1990-1991  | Miami Heat        | 77   | 77  | 34,4 | 46,1 | 38,6  | 81,8  | 4,9 | 2,5 | 1,3 | 0,3 | 17,4 |
| 1991-1992  | Miami Heat        | 79   | 79  | 38,1 | 46,9 | 39,1  | 83,6  | 5,0 | 2,3 | 1,1 | 0,4 | 22,3 |
| 1992-1993  | Miami Heat        | 82   | 82  | 37,6 | 44,0 | 38,3  | 82,0  | 5,2 | 2,2 | 1,1 | 0,3 | 19,0 |
| 1993-1994  | Miami Heat        | 81   | 81  | 37,0 | 46,7 | 38,2  | 88,0  | 5,4 | 2,3 | 1,4 | 0,4 | 21,1 |
| 1994-1995  | Miami Heat        | 82   | 82  | 36,8 | 47,5 | 41,0  | 85,5  | 4,6 | 2,3 | 1,4 | 0,2 | 22,3 |
| 1995-1996  | Charlotte Hornets | 79   | 79  | 39,8 | 47,1 | 42,4  | 83,7  | 4,8 | 2,9 | 1,2 | 0,2 | 21,6 |
| 1996-1997  | Charlotte Hornets | 79   | 78  | 42,6 | 47,7 | 47,0* | 86,7  | 4,0 | 2,0 | 0,9 | 0,3 | 26,8 |
| 1997-1998  | Charlotte Hornets | 82   | 82  | 40,2 | 45,7 | 43,3  | 84,9  | 4,3 | 2,2 | 0,9 | 0,3 | 22,3 |
| 1998-1999  | L.A. Lakers       | 27   | 25  | 36,5 | 43,2 | 39,3  | 85,6  | 3,7 | 2,6 | 0,6 | 0,2 | 17,5 |
| 1999-2000† | L.A. Lakers       | 80   | 80  | 31,6 | 43,0 | 36,7  | 87,4  | 4,1 | 2,2 | 0,6 | 0,2 | 15,9 |
| 2000-2001  | N.Y. Knicks       | 75   | 25  | 29,5 | 44,0 | 38,9  | 85,2  | 4,1 | 1,2 | 0,5 | 0,2 | 12,0 |
| 2001-2002  | Houston Rockets   | 20   | 20  | 30,3 | 38,9 | 28,1  | 80,0  | 2,4 | 1,6 | 0,6 | 0,2 | 8,6  |
| 2002-2003  | Houston Rockets   | 62   | 26  | 24,7 | 42,9 | 39,8  | 75,9  | 2,5 | 1,0 | 0,4 | 0,1 | 9,0  |
| 2003-2004  | L.A. Clippers     | 18   | 0   | 14,6 | 28,9 | 17,9  | 100,0 | 2,3 | 1,3 | 0,3 | 0,0 | 3,7  |
| Carriera   | Carriera          | 1000 | 876 | 35,0 | 45,6 | 40,0  | 84,6  | 4,4 | 2,1 | 1,0 | 0,3 | 18,3 |
| All-Star   | All-Star          | 3    | 0   | 18,7 | 39,5 | 60,0  | 100,0 | 1,0 | 1,0 | 0,7 | 0,0 | 16,3 |

#### Play-off
| Anno     | Squadra           | PG | PT | MP   | TC%  | 3P%  | TL%  | RP  | AP  | PRP | SP  | PP   |
| -------- | ----------------- | -- | -- | ---- | ---- | ---- | ---- | --- | --- | --- | --- | ---- |
| 1992     | Miami Heat        | 3  | 3  | 39,7 | 37,5 | 25,0 | 85,7 | 3,3 | 1,7 | 0,7 | 0,0 | 19,0 |
| 1994     | Miami Heat        | 5  | 5  | 39,0 | 38,2 | 30,4 | 75,0 | 7,2 | 2,0 | 2,2 | 0,4 | 13,0 |
| 1997     | Charlotte Hornets | 3  | 3  | 45,7 | 49,1 | 37,5 | 91,3 | 3,7 | 3,7 | 1,3 | 0,3 | 27,7 |
| 1998     | Charlotte Hornets | 9  | 9  | 41,0 | 47,4 | 30,6 | 83,3 | 5,7 | 1,4 | 0,6 | 0,3 | 22,8 |
| 1999     | L.A. Lakers       | 7  | 7  | 43,9 | 44,6 | 35,7 | 96,6 | 3,9 | 1,6 | 0,7 | 0,1 | 18,3 |
| 2000†    | L.A. Lakers       | 23 | 23 | 33,3 | 40,8 | 41,8 | 79,8 | 4,0 | 2,1 | 0,7 | 0,2 | 12,4 |
| 2001     | N.Y. Knicks       | 5  | 0  | 28,8 | 46,2 | 42,9 | 87,5 | 4,4 | 0,6 | 0,6 | 0,2 | 12,2 |
| Carriera | Carriera          | 55 | 50 | 37,0 | 43,3 | 36,2 | 84,5 | 4,5 | 1,8 | 0,8 | 0,2 | 16,1 |

#### Massimi in carriera
- Massimo di punti: 56 vs Orlando Magic (15 aprile 1995)[1]
- Massimo di rimbalzi: 17 vs Indiana Pacers (25 novembre 1992)
- Massimo di assist: 9 (2 volte)
- Massimo di palle rubate: 6 (4 volte)
- Massimo di stoppate: 4 vs Atlanta Hawks (20 gennaio 1997)
- Massimo di minuti giocati: 59 vs Philadelphia 76ers (20 novembre 1992)

## Palmarès
- Campione NCAA (1989)
- NCAA Final Four Most Outstanding Player (1989)
- NCAA AP All-America Second Team (1989)
- Campionato NBA: 1

Los Angeles Lakers: 2000
- NBA All-Rookie Second Team (1990)
- All-NBA Second Team (1997)
- All-NBA Third Team (1998)
- 3 volte NBA All-Star (1996, 1997, 1998)
- NBA All-Star Game MVP (1997)